# Rivierdonderpad
De rivierdonderpad (Cottus perifretum) is een gewervelde vis. In de literatuur van voor 2005 wordt deze donderpad nog Cottus gobio genoemd. Dit is echter een andere soort die leeft in het Oostzeegebied en Midden-Europa. Beide soorten behoren tot de circa 15 in Europa voorkomende soorten uit het geslacht Cottus. Dit zijn zoetwatervissen uit een familie van zowel zoet- als zoutwatervissen, de donderpadden.

## Beschrijving
De rivierdonderpad wordt tot 15 cm lang en kan tot vijf jaar oud worden. De vis heeft geen zwemblaas waardoor hij schokkend zwemt. De vis wordt vooral op de bodem aangetroffen. In zijn milieu heeft hij behoefte aan schuilplaatsen, zoals stenen, takken, boomwortels. De rivierdonderpad lijkt sterk op de beekdonderpad, maar is herkenbaar aan de ruwe, van kleine stekeltjes voorziene, flanken. De beekdonderpad mist deze stekeltjes, of heeft er veel minder.
Het broedsel wordt door het mannetje verdedigd. Wanneer de jongen uitkomen, verlaten ze het nest. Het mannetje bewaakt het legsel en waait, net als de stekelbaars, het legsel zuurstofrijk water toe.

## Verspreidingsgebied
De rivierdonderpad komt voor in Groot-Brittannië, en de westelijke delen van de stroomgebieden van rivieren in Frankrijk, België en Nederland die uitkomen op de Atlantische Oceaan en de Noordzee. De soort breidt uit naar het oosten en kwam in 2007 in de Rijn al voor bij Karlsruhe, in de Moezel en de Sieg.

## Nederland
De vis wordt in Nederland in grote aantallen gevonden aan de oevers van grote stilstaande wateren en in de grote rivieren zoals het IJsselmeer, de Waal, IJssel en Maas. Het is de meest voorkomende donderpad. Hij wordt ook wel 'kwakbol' of 'rivierknorhaan' genoemd.
In de voormalige Flora- en faunawet stond de soort nog als Cottus gobio als beschermde diersoort genoemd. Ze staat niet op de Nederlandse rode lijst (2004). Op de rode lijst van 2015 staat de soort als C. perifretum vermeld als kwetsbaar. De rivierdonderpad is minder kwetsbaar dan de beekdonderpad die uitsluitend voorkomt in beekjes in Noord-Brabant en Limburg.

## Afbeeldingen

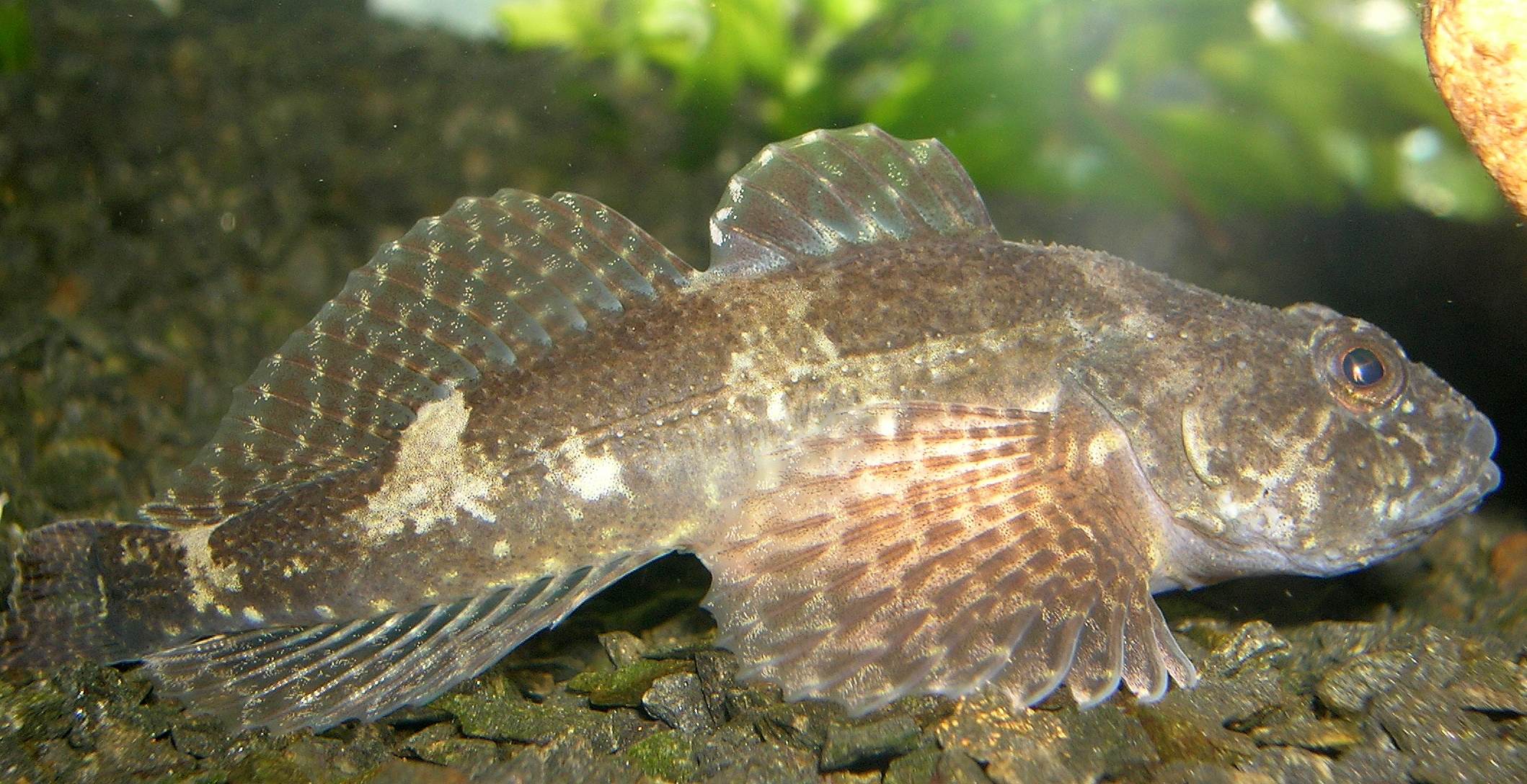
Zijaanzicht, stekelige schubjes op flank zijn zichtbaar
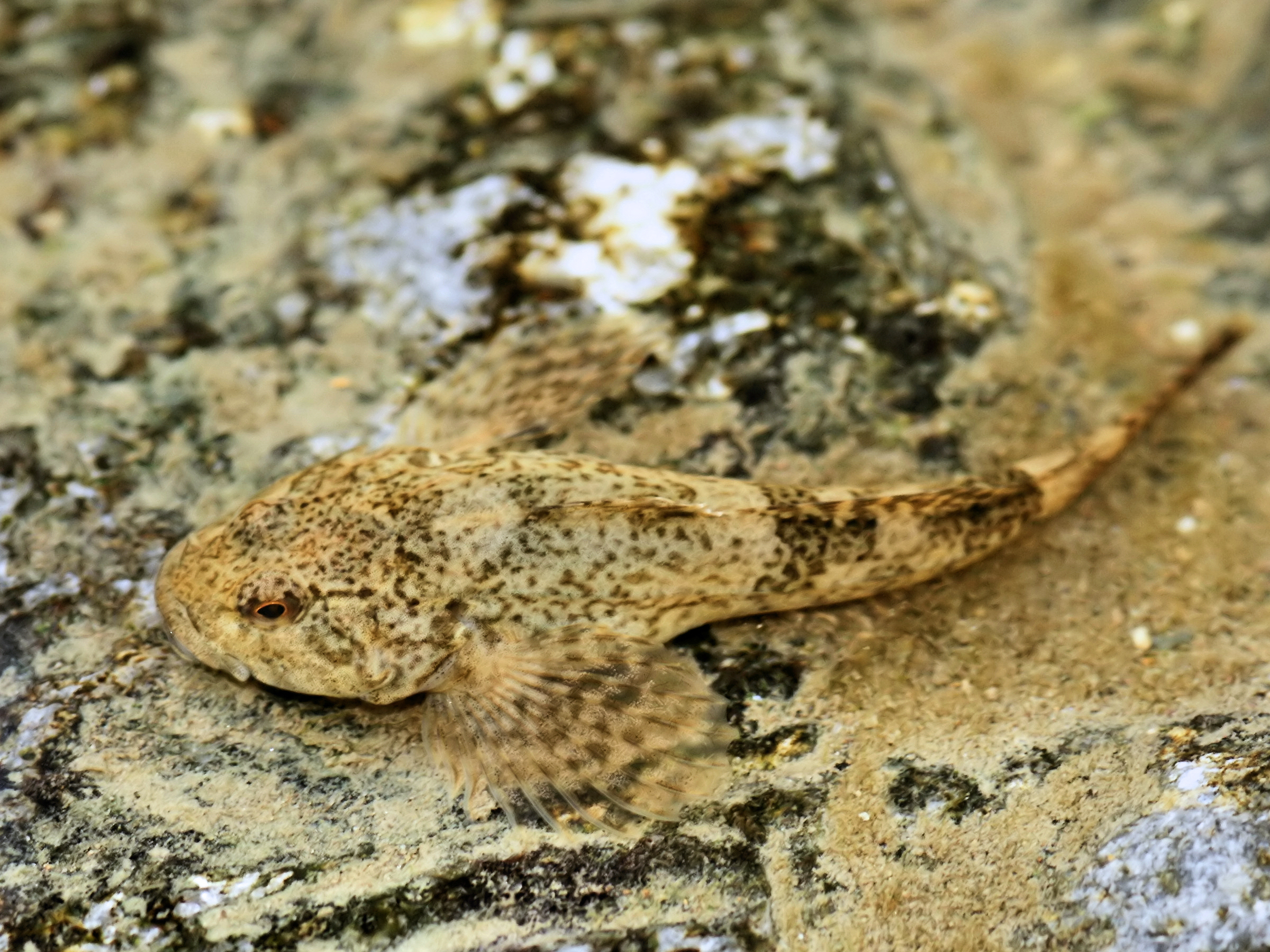
Bovenaanzicht
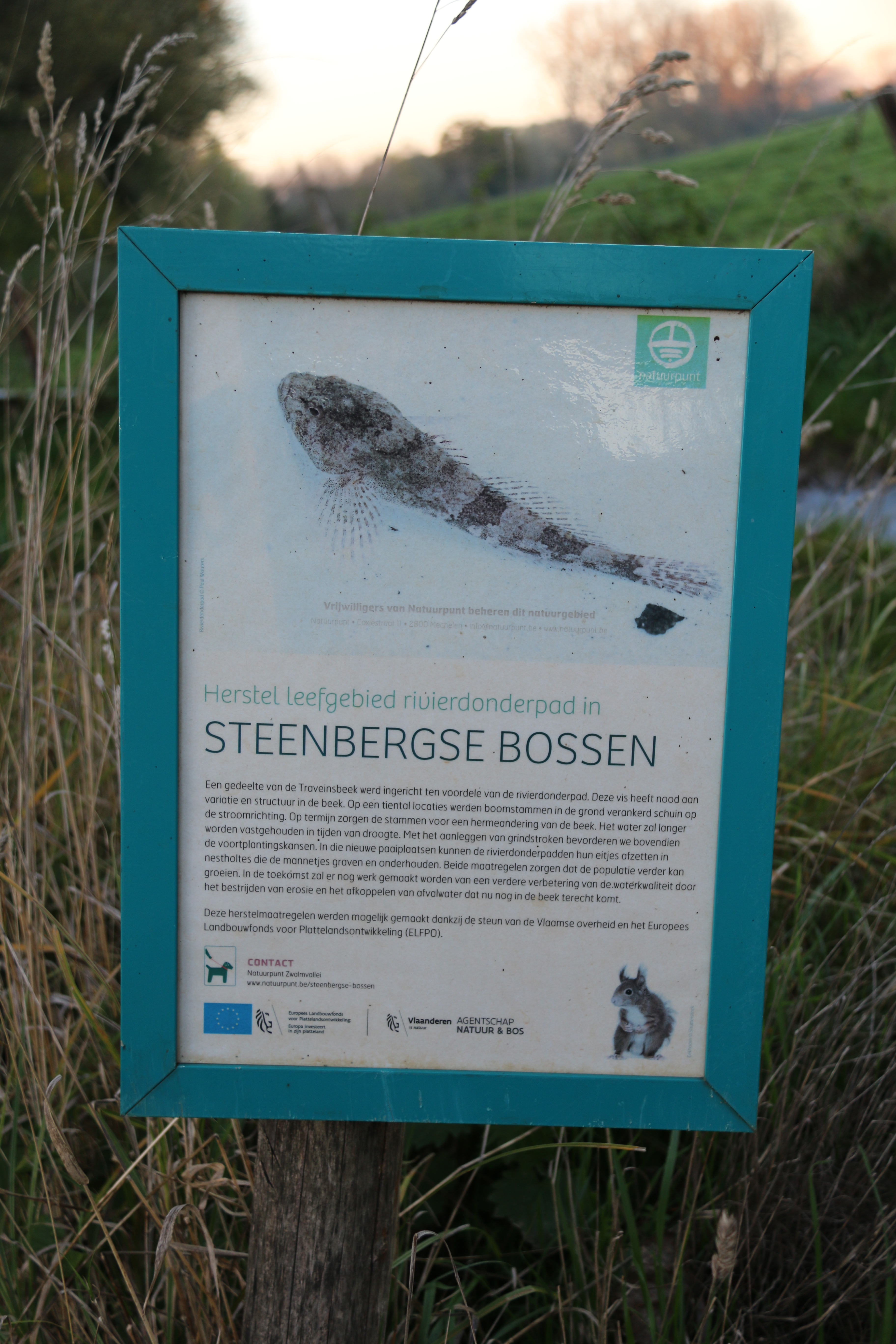
Herstel leefgebied rivierdonderpad (Traveinsbeek, Steenbergse bossen)